# Liste der Geotope in Heilbronn
Diese sortierbare Liste der Geotope in Heilbronn enthält die Geotope des baden-württembergischen Stadtkreises Heilbronn, die amtlichen Bezeichnungen für Namen und Nummern sowie deren geographische Lage. Die Geotope sind im Geotop-Kataster Baden-Württemberg dokumentiert und umfassen Aufschlüsse von Gesteinen, Böden, Mineralien und Fossilien sowie besondere Landschaftsteile.

## Liste
Im Landkreis sind 22 Geotope (Stand 30. Juli 2022) vom Landesamt für Geologie, Rohstoffe und Bergbau (LGRB) ausgewiesen:
| Steckbrief Nr. (PDF) | Name                                                                             | Geotoptyp     | Gemeinde/Stadt, Gemarkung | Koordinaten                    | Bild | Bemerkungen |
| -------------------- | -------------------------------------------------------------------------------- | ------------- | ------------------------- | ------------------------------ | ---- | --- |
| 1762                 | Aufg. Steinbrüche beim Jägerhaus E von Heilbronn                                 | Aufschluss    | Heilbronn                 | 49° 8′ 6,6″ N, 9° 15′ 51,8″ O  |      | Geologische Einheit: Schilfsandstein Status: mit geschützt (NSG Schilfsandsteinbruch beim Jägerhaus mit Umgebung)                    |
| 1763                 | Aufg. Steinbrüche beim Jägerhaus E von Heilbronn                                 | Aufschluss    | Heilbronn                 | 49° 8′ 9,1″ N, 9° 15′ 50,4″ O  |      | Geologische Einheit: Schilfsandstein Status: mit geschützt (NSG Schilfsandsteinbruch beim Jägerhaus mit Umgebung)                    |
| 1764                 | Aufg. Steinbrüche beim Jägerhaus E von Heilbronn                                 | Aufschluss    | Heilbronn                 | 49° 8′ 13,3″ N, 9° 15′ 49,4″ O |      | Geologische Einheit: Schilfsandstein Status: mit geschützt (NSG Schilfsandsteinbruch beim Jägerhaus mit Umgebung)                    |
| 1765                 | Aufg. Steinbrüche beim Jägerhaus E von Heilbronn                                 | Aufschluss    | Heilbronn                 | 49° 8′ 13,2″ N, 9° 16′ 2,2″ O  |      | Geologische Einheit: Schilfsandstein Status: mit geschützt (NSG Schilfsandsteinbruch beim Jägerhaus mit Umgebung)                    |
| 1766                 | Köpferbrunnen im Köpfertal östl. von Heilbronn                                   | Quelle        | Heilbronn                 | 49° 7′ 13,2″ N, 9° 15′ 5,2″ O  |      | Geologische Einheit: Stubensandstein Status: mit geschützt (NSG Köpfertal)                                                           |
| 1767                 | Aufschluss am Zugang zum städtischen Steinbruch östl. von Heilbronn              | Aufschluss    | Heilbronn                 | 49° 8′ 9,7″ N, 9° 15′ 56,8″ O  |      | Geologische Einheit: Gipskeuper darüber Schilfsandstein Status: mit geschützt (NSG Schilfsandsteinbruch beim Jägerhaus mit Umgebung) |
| 1768                 | Felsenkante über dem Neckartal E von Klingenberg                                 | Felsformation | Heilbronn                 | 49° 7′ 13,8″ N, 9° 9′ 28,3″ O  |      | Geologische Einheit: Hochterrasse Status: geschützt (Naturdenkmal Felsendiluviale Klingenberg)                                       |
| 1769                 | Aufg. Steinbrüche beim Jägerhaus E von Heilbronn                                 | Aufschluss    | Heilbronn                 | 49° 8′ 11,3″ N, 9° 16′ 3,2″ O  |      | Geologische Einheit: Schilfsandstein Status: geschützt (Naturdenkmal Stillgelegter Gipssteinbruch nordwestl.Bühlertann)              |
| 1770                 | Klinge im oberen Köpfertal E von Heilbronn                                       | Klinge        | Heilbronn                 | 49° 7′ 5,1″ N, 9° 15′ 8,6″ O   |      | Geologische Einheit: Schilfsandstein Status: geschützt                                                                               |
| 1771                 | Nagelfluhbank Sontheim am W-Hang des Hätzenstein S von Sontheim                  | Aufschluss    | Heilbronn                 | 49° 6′ 49,2″ N, 9° 11′ 56,2″ O |      | Geologische Einheit: Nagelfluh Status: geschützt (Naturdenkmal Sandbruch bei Steinenbühl)                                            |
| 1772                 | Böschungsaufschluss SW von Frankenbach                                           | Aufschluss    | Heilbronn                 | 49° 9′ 12,9″ N, 9° 9′ 43″ O    |      | Geologische Einheit: Hochterrasse |
| 1773                 | Löss-Hohlweg am westl. Ortsausgang von Neckargerach zur Schanze                  | Hohlweg       | Heilbronn                 | 49° 10′ 14″ N, 9° 11′ 22,5″ O  |      | Geologische Einheit: Löss |
| 1774                 | Böschungsaufschluss im Gewann Bürg                                               | Aufschluss    | Heilbronn                 | 49° 8′ 47″ N, 9° 15′ 38,7″ O   |      | Geologische Einheit: Grenze Gipskeuper Schilfsandstein                                                                               |
| 1775                 | Lehmgrube/Ziegelei W vom Böckinger Wasserturm                                    | Aufschluss    | Heilbronn                 | 49° 7′ 56,4″ N, 9° 10′ 57,3″ O |      | Geologische Einheit: Ton |
| 1776                 | Kiesgrube in Frankenbacher Sanden SW von Frankenbach                             | Aufschluss    | Heilbronn                 | 49° 8′ 52,5″ N, 9° 9′ 38,5″ O  |      | Geologische Einheit: Löss |
| 1777                 | Böschungsaufschluss am Heidenacker                                               | Aufschluss    | Heilbronn                 | 49° 8′ 27,5″ N, 9° 15′ 53,4″ O |      | Geologische Einheit: Grenze Gipskeuper Schilfsandstein                                                                               |
| 1778                 | Mergelgrube W vom Paradies                                                       | Aufschluss    | Heilbronn                 | 49° 8′ 9,7″ N, 9° 15′ 48,4″ O  |      | Geologische Einheit: Grenzbereich Gipskeuper Schilfsandstein                                                                         |
| 1779                 | Böschungsaufschluss ca. 500 m SE der Schillereiche östl. von Heilbronn           | Aufschluss    | Heilbronn                 | 49° 8′ 9,7″ N, 9° 15′ 50,9″ O  |      | Geologische Einheit: Grenze Gipskeuper Schilfsandstein                                                                               |
| 1780                 | Böschungsaufschluss am SW-Rand der Ludwigschanze, SE von Heilbronn               | Aufschluss    | Heilbronn                 | 49° 6′ 54,8″ N, 9° 14′ 2″ O    |      | Geologische Einheit: Gipskeuper Schilfsandstein                                                                                      |
| 1781                 | Aufg. Steinbruch S von Heilbronn-Sontheim                                        | Aufschluss    | Heilbronn                 | 49° 6′ 34,8″ N, 9° 10′ 47,1″ O |      | Geologische Einheit: Oberer Muschelkalk                                                                                              |
| 1782                 | Felsböschung am Altenberg am W-Ende des obersten Weinbergs, 1900 m ENE von Flein | Aufschluss    | Heilbronn                 | 49° 6′ 24″ N, 9° 14′ 24″ O     |      | Geologische Einheit: Grenzbereich Gipskeuper Schilfsandstein                                                                         |
| 1783                 | Aufg. Steinbruch S des Autobahn-Zubringers Heilbronn-Untergruppenbach            | Aufschluss    | Heilbronn                 | 49° 6′ 22,7″ N, 9° 15′ 4,4″ O  |      | Geologische Einheit: Schilfsandstein                                                                                                 |